# ZNF138
ZNF138 (англ. Zinc finger protein 138) – білок, який кодується однойменним геном, розташованим у людей на 7-й хромосомі. Довжина поліпептидного ланцюга білка становить 262 амінокислот, а молекулярна маса — 30 592.
| 10         |  | 20         |  | 30         |  | 40         |  | 50         |
| ---------- |  | ---------- |  | ---------- |  | ---------- |  | ---------- |
| MKRHEMVVAK |  | HSALCSRFAQ |  | DLWLEQNIKD |  | SFQKVTLSRY |  | GKYGHKNLQL |
| RKGCKSVDEC |  | KGHQGGFNGL |  | NQCLKITTSK |  | IFQCNKYVKV |  | MHKFSNSNRH |
| KIRHTENKHF |  | RCKECDKSLC |  | MLSRLTQHKK |  | IHTRENFYKC |  | EECGKTFNWS |
| TNLSKPKKIH |  | TGEKPYKCEV |  | CGKAFHQSSI |  | LTKHKIIRTG |  | EKPYKCAHCG |
| KAFKQSSHLT |  | RHKIIHTEEK |  | PYKCEQCGKV |  | FKQSPTLTKH |  | QIIYTGEEPY |
| KCEECGKAFN |  | LS         |  |            |  |            |  |            |

A: Аланін

C: Цистеїн

D: Аспарагінова кислота

E: Глутамінова кислота

F: Фенілаланін

G: Гліцин

H: Гістидин

I: Ізолейцин

K: Лізин

L: Лейцин

M: Метіонін

N: Аспарагін

P: Пролін

Q: Глутамін

R: Аргінін

S: Серин

T: Треонін

V: Валін

W: Триптофан

Кодований геном білок за функцією належить до репресорів. 
Задіяний у таких біологічних процесах, як транскрипція, регуляція транскрипції, альтернативний сплайсинг. 
Білок має сайт для зв'язування з іонами металів, іоном цинку, ДНК. 
Локалізований у ядрі.